# 坪坝乡 (甘洛县)
坪坝乡，是中华人民共和国四川省凉山彝族自治州甘洛县曾经下辖的一个乡。2020年6月，撤销坪坝乡，将原坪坝乡坪坝村、石十儿村、双马槽村、窑厂村、三匹岩村、松树坪村、巴洛村、三十户村、黄水塘村、林子村所属行政区域划归海棠镇管辖，原坪坝乡磨子沟村、扎地村所属行政区域划归沙岱乡管辖。

## 行政区划
坪坝乡撤销前下辖以下地区：
坪坝村、石十儿村、双马槽村、窑厂村、三匹岩村、松树坪村、巴洛村、三十户村、黄水塘村、林子村、磨子沟村和扎地村。